# Sarah Gigante

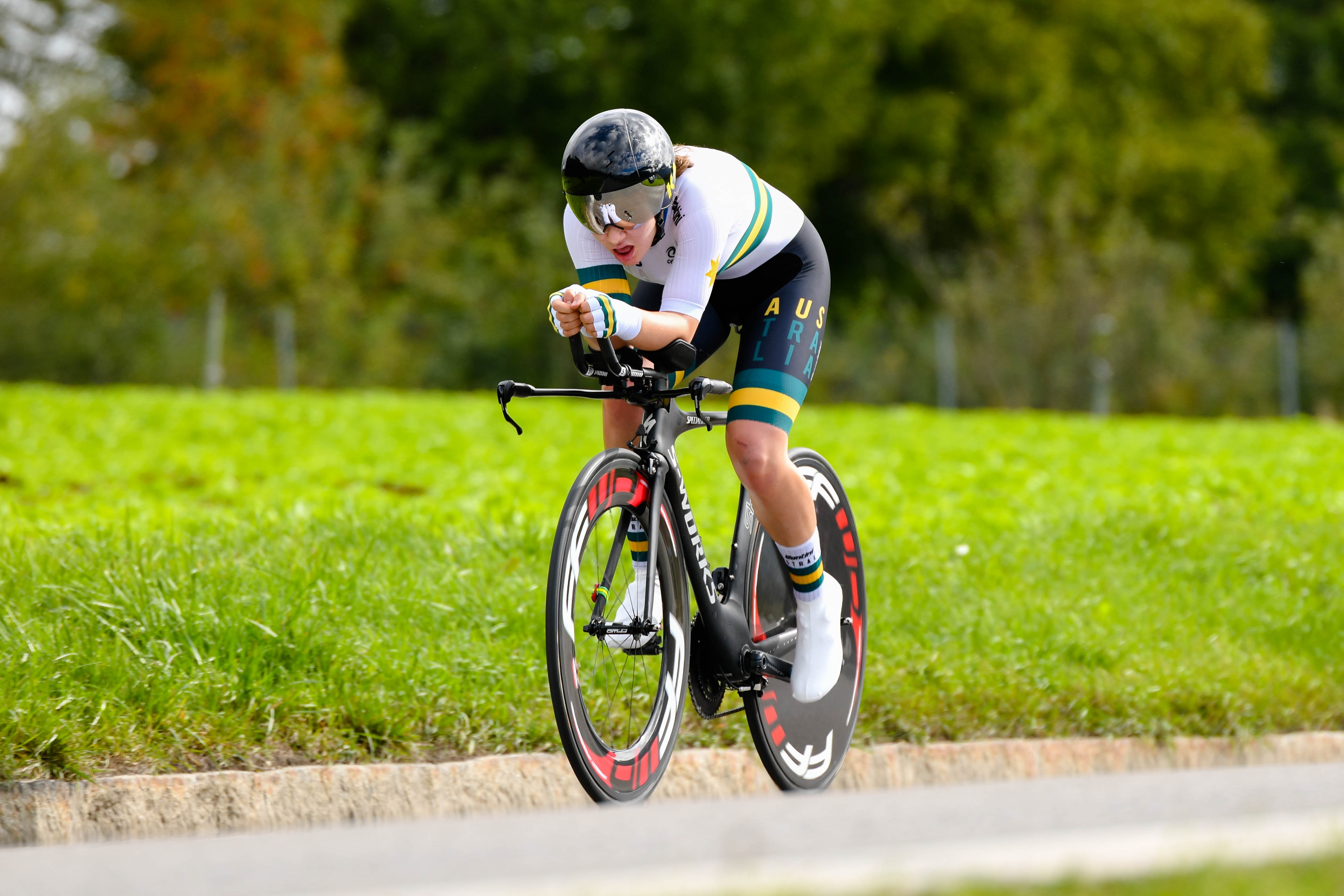
Gigante im Einzelzeitfahren der Straßen-WM 2018

Sarah Gigante (* 6. Oktober 2000 in Melbourne) ist eine australische Radrennfahrerin, die Rennen vorwiegend auf der Straße bestreitet.

## Sportliche Laufbahn
2017 gewann Sarah Gigante bei den Ozeanienmeisterschaften die Silbermedaille im Straßenrennen der Juniorinnen. Im Jahr darauf holte sie den Titel und wurde Dritte im Einzelzeitfahren. Zudem errang sie drei nationale Juniorinnen-Titel. Im Mai 2018 stürzte sie bei einem Vereinsrennen und brach sich beide Arme. Bei einer ihrer ersten Ausfahrten nach ihrer Operation renkte sie sich zudem eine Schulter aus. Entgegen ärztlichem Rat startete sie im August bei den Junioren-Bahnweltmeisterschaften und belegte im Punktefahren Platz zwei.
Im Januar 2019 wurde die 18-jährige Gigante mit einem Vorsprung von 50 Sekunden auf die zweitplatzierte Amanda Spratt, die Vize-Straßenweltmeisterin von 2018, als jüngste Starterin überraschend australische Straßenmeisterin. Im März des Jahres wurde sie U23-Ozeanienmeisterin im Einzelzeitfahren und belegte im Straßenrennen der Frauen Platz zwei. 2020 wurde Gigante Mitglied im US-amerikanischen Radsportteam TIBCO-SVB. Im selben Jahr wurde sie erneut australische Straßenmeisterin, im Jahr darauf siegte sie im Einzelzeitfahren. Bei den Olympischen Spielen in Tokio belegte sie im Einzelzeitfahren Rang elf.
Von 2022 bis 2023 fuhr Gigante für das Movistar Team Women. 2022 gewann sie für das Team das baskische Eintagesrennen Emakumeen Nafarroako Klasikoa. Nach der Tour of Scandinavia 2022 hatte sie eine lange Rennpause aufgrund von Verletzung und Erkrankung und bestritt 2023 mit der Tour of Scandinavia nur ein einziges Rennen.
Zur Saison 2024 wechselte Gigante zum AG Insurance-Soudal Team. Mit dem Gesamtsieg bei der heimischen Women’s Tour Down Under erzielte sie beim ersten Renneinsatz den ersten Sieg und gleichzeitig den bisher größten Erfolg ihrer Karriere. 
2025 war das bisher erfolgreichste Jahr ihrer Karriere: beim Giro d’Italia Donne 2025 konnte sie die beiden Bergankünfte auf der 4. und 7. Etappe gewinnen, außerdem gewann sie die Bergwertung der Rundfahrt und erreichte hinter Elisa Longo Borghini und Marlen Reusser den dritten Rang in der Gesamtwertung. Bei der anschließenden Tour de France Femmes ging sie als Mitfavoritin an den Start. Auf der schweren 8. Etappe mit einer Bergankunft auf dem Col de la Madeleine errang sie den zweiten Platz hinter der späteren Gesamtsiegerin Pauline Ferrand-Prévot. Auf der 9. Etappe verlor sie ihren zwischenzeitlichen 2. Platz im Gesamtklassement wieder, nachdem sie in der Abfahrt vom Col de Joux Plane den Anschluss an eine sechsköpfige Spitzengruppe um Pauline Ferrand-Prévot und Demi Vollering verloren hatte. Sie beendete die Rundfahrt auf dem 6. Platz der Gesamtwertung.

## Diverses
Sarah Gigante begann das Radfahren, indem sie regelmäßig mit ihrer Mutter Kerry auf dem Tandem zur Schule fuhr. Mit acht Jahren sei sie es leid gewesen, ihrer Mutter auf den Rücken zu schauen und habe mit dem Radrennsport begonnen, berichtete sie später in einem Interview.
2018 erreichte Gigante beim Australian Tertiary Admission Rank (ATAR) für die Zulassung zu Universitäten den höchstmöglichen Wert von 99,95 Punkten. Damit erhielt sie ein Stipendium für ein Studium an der Universität Melbourne. Nach ihrem Sturz im Frühsommer, bei dem sie sich beide Arme brach, schrieb ihre Mutter die dafür notwendigen Arbeiten für sie nieder.

## Erfolge

### Straße
2017
- Junioren-Ozeanienmeisterschaft – Straßenrennen

2018
- Junioren-Ozeanienmeisterin – Straßenrennen
- Ozeanienmeisterschaft (Juniorinnen) – Einzelzeitfahren
- Australische Junioren-Meisterin – Einzelzeitfahren, Straßenrennen, Kriterium

2019
- Australische Meisterin (Elite/U23) – Straßenrennen
- U23-Ozeanienmeisterin – Einzelzeitfahren
- Ozeanienmeisterschaft – Straßenrennen

2020
- Australische Meisterin – Straßenrennen

2021
- Australische Meisterin – Einzelzeitfahren

2022
- Emakumeen Nafarroako Klasikoa

2024
- Gesamtwertung und eine Etappe Women’s Tour Down Under

2025
- zwei Etappen und  Bergwertung Giro Donne

### Bahn
2018
- Junioren-Weltmeisterschaft – Punktefahren